# Il testamento (film)
Il testamento (The Legacy) è un film del 1978 diretto da Richard Marquand.
Si tratta dell'opera d'esordio del regista britannico.

## Trama
Una giovane americana (Katharine Ross) e il suo compagno (Sam Elliott) ricevono una interessante proposta di lavoro in Inghilterra.
Giunti sul posto, a causa di un incidente, sono costretti ad accettare l'ospitalità di un eccentrico milionario inglese (John Standing) nella sua lussuosa magione spersa nelle brughiere inglesi. Nel frattempo giungono anche altri ospiti che  sembrano condividere qualche strano segreto comune. Iniziano così strani avvenimenti che porteranno all'omicidio, uno alla volta, degli ospiti.
Chi è l'assassino e perché uccide? Solo alla fine viene svelato il mistero legato ad una entità soprannaturale e malvagia che dimora nel castello.

## Produzione
Si tratta di un thriller a sfondo paranormale con richiami a classici italiani come Suspiria di Dario Argento e statunitensi come Il presagio di Richard Donner. La sceneggiatura è firmata da Jimmy Sangster, Patrick Tilley e Paul Wheeler. Tra gli interpreti anche Roger Daltrey, cantante del gruppo rock The Who, nel ruolo di una popstar maledetta. Le musiche del film sono di Michael J. Lewis.

## Curiosità
Questo film è il secondo film in cui erano apparsi entrambi Katharine Ross e Sam Elliott (il primo era Butch Cassidy) e il primo film in cui sono apparsi insieme. Fu sul set di questo film che Katharine Ross e Sam Elliott si sono conosciuti. All'epoca delle riprese del film Katharine Ross era sposata con Gaetano Lisi mentre invece Sam Elliott era scapolo. Anni dopo, Katharine Ross e Sam Elliott si sposarono nel 1984.